# 망국전기
망국전기는 1995년 2월 5일에 출시된 대한민국의 RPG 게임이다.